# Nederlandske Antillers kvindefodboldlandshold
Nederlandske Antillers kvindefodboldlandshold var det nationale kvindefodboldlandshold for De Nederlandske Antiller som blev reguleret af Nederlands Antilliaanse Voetbal Unie. Eftersom landet blev opløst den 10. oktober 2010 som en egen entitet, er kvindefodboldlandsholdet videre skæbne endnu ikke bestemt. Kvindelandsholdet har været inaktivt siden 2006. Herrelandsholdet fortsætter stadigvæk med at spillet, og de har siden hen kvalificeret sig  til den caribiske pokaltunering.
De Nederlandske Antilliers eneste officielle landsholds-optræden var under Gold Cup 2006, hvor de først slog Caymanøerne i den indledende runde, før de i gruppespillet slog de tidligere nederlandske antillers Aruba og tabte mod Surinam. 